# Schaalfactor
Een schaalfactor of vermenigvuldigingsfactor is een getal dat een algebraïsche,  meetkundige of natuurkundige grootheid schaalt of waarmee die grootheid wordt vermenigvuldigd.
Voorbeelden
- In de vergelijking {\displaystyle y=Cx} is het getal {\displaystyle C} de schaalfactor van {\displaystyle x}. {\displaystyle C} is ook de coëfficiënt van {\displaystyle x} en wordt ook evenredigheidsconstante van {\displaystyle y} naar {\displaystyle x} genoemd.
- Een verdubbeling van een afstand komt overeen met een schaalfactor van 2 voor die afstand, terwijl het snijden een taart in twee taartstukken overeenkomt met een schaalfactor van {\displaystyle {\tfrac {1}{2}}}.